# Abella Danger
Abella Danger (Miami, 19 de novembro de 1995), é uma atriz pornográfica americana.

## Biografia
Danger nasceu na cidade de Miami (Flórida) em novembro de 1995, descendente de uma família de judeus de origem ucraniana.. Ela se tornou uma dançarina de balé aos 3 anos de idade.

## Carreira
Abella fez sua primeira cena pornográfica aos dezoito anos de idade para o site Bang Bros em julho de 2014. Ela se mudou para Los Angeles depois de filmar oito cenas.
Em 2015, ele estrelou com "Abigail Mac" e "Peta Jensen" o filme pornô  True Detective: A XXX Parody , uma paródia da série da HBO True Detective .
Foi eleita "Treat of the Month" para julho de 2016 pelo portal Twistys.
Em 2016 ela ganhou o AVN Awards e o XBIZ Awards  na categoria melhor atriz revelação.

## Ligações Externas
- Abella Danger no Instagram
- Abella Danger no X
- Abella Danger. no IMDb.
- Abella Danger no Internet Adult Film Database
- «Abella Danger» (em inglês) no Adult Film Database